# ఋ
Cette page contient des caractères spéciaux ou non latins. S’ils s’affichent mal (▯, ?, etc.), consultez la page d’aide Unicode.
ఋ, transcrit r̥, est une voyelle de l’alphasyllabaire télougou.

## Représentations informatiques
Ses caractères Unicode sont :
| formes       | représentations | chaînes de caractères | points de code | descriptions                  |
| ------------ | --------------- | --------------------- | -------------- | ----------------------------- |
| indépendante | ఋ               | ఋ                     | U+0C0B         | lettre télougou r vocalique   |
| dépendante   | ృ                | ృ                      | U+0C43         | diacritique voyelle télogou u |